# 開発社会学
開発社会学（かいはつしゃかいがく，英：Development Sociology，仏：Sociologie de Développement）は、連字符社会学の一つで、開発研究に関する社会学の一領域である。広く見れば、社会学の中でも国際社会学の一つの流れをくんでいるが、同時に経済学・人類学・工学との親和性も高い。具体的には、都市開発・教育開発・人間開発などの領域に関する研究分野であり、経済開発を「ハード」と呼んだ場合、対照的に「ソフト」な領域を研究しているのがこの学問である、といえる。

## 社会学の性格と貧困地域の開発研究
社会学は、その成立の端緒を見ればわかるように、本来は西洋世界の近代市民社会の原理を解明する哲学から派生した社会科学の1つであった。従って、きわめて“オクシデンタル・スタディーズ（Occidental Studies）”であり、貧困地域として代表的なアジア・アフリカ・南米地域は、対象になることはまれで、むしろ文化人類学が未開地域の研究を行っていた。
しかし、社会学の学問としての成熟化が進むにつれて、社会学の研究領域は、非西洋世界に広がり、人類学との境界が曖昧化する。社会学独特の「関係性」を一つの価値として研究するアプローチによって、独自の開発研究が1960年代以後、徐々に本格化した。

## 日本における開発社会学の教育・研究状況
長らく、開発研究の王道は開発経済学にあった。経済学の中でも特に新古典派経済学といわれる一つの学派は、高度な数学的手法を取り入れることにより、データと理論の厳格な論理化に成功した。と、同時に、あまりにも高度に数学を利用したアプローチ方法により、経済学者以外にはその理論が普及しないという一つの知的疎外現象すら起こった。1970年代から、開発経済学に浴びせられた批判の多くは、その過度な抽象化傾向のあまり、現実的で具体的な地球社会の現状との乖離を指摘するものであった。
開発社会学は、こうした批判に応える可能性を十分に持っていると言える。しかし、社会学そのものが日本において比較的新しい学問であり、また、保守的知識人からは、無限増殖的な社会学の研究領域の拡大に不快感ゆえの反対意見も少なくない（cf．反社会学など）。したがって、日本においては開発社会学はおろか社会学そのものがまだ発展途上の段階にある。しかし、こんにちの相対的な経済学・政治学の不人気化に伴い、21世紀的・多元的な社会問題に挑む社会学を教育・研究する社会学部・社会学科を創設する大学は増えている。開発社会学そのものの講座を持たなくても、それに近い内容の教育・研究を行っている大学が増えている。
特にこの分野での教育・研究に先駆的なのは、アジア経済研究所、名古屋大学、拓殖大学などである。また、もともと開発経済学者だった者が、昨今、開発社会学に転身あるいは兼身しているケースも見られる。